# Canal de l'Ourcq

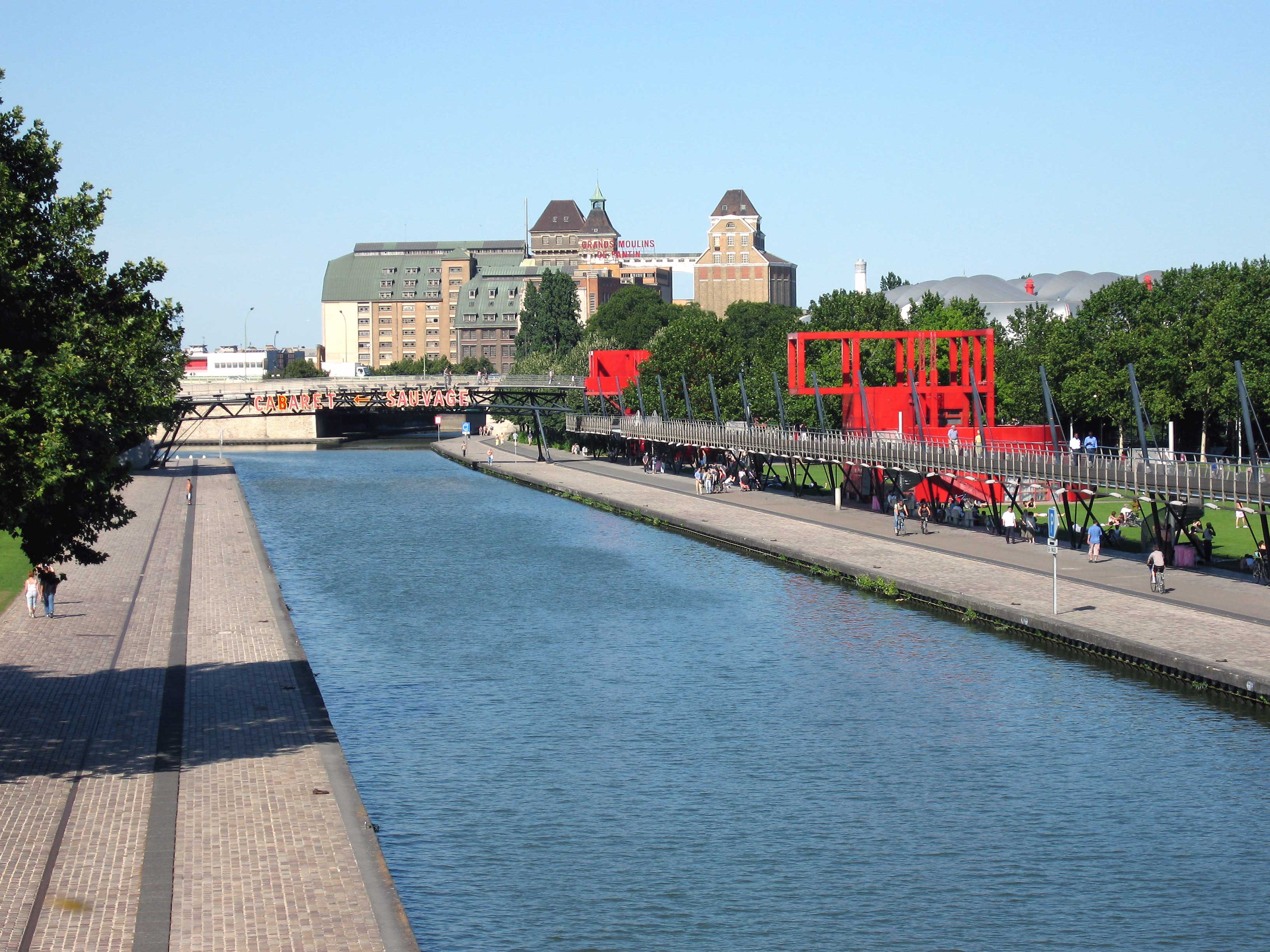
Het Canal de l'Ourcq in het Parc de la Villette in Parijs

Het Canal de l'Ourcq (Kanaal van de Ourcq) is een kanaal in de Franse regio Île-de-France. Het is 108,7 km lang en loopt van het plaatsje Port-aux-Perches bij Silly-la-Poterie naar Parijs.

## Beschrijving
Het kanaal is tamelijk smal en telt een aantal sluizen. Het begint in Port-aux-Perches en volgt aanvankelijk de loop van het riviertje de Ourcq, een zijrivier van de Marne. Vanaf Mareuil-sur-Ourcq gaat het kanaal rechtstreeks naar Parijs, waar het uitmondt in het Bassin de la Villette, dat via het Canal Saint-Martin in verbinding staat met de Seine in het centrum van Parijs.

## Geschiedenis
Het kanaal dateert uit de tijd van Napoleon en werd geopend in 1822. In het begin werd het gebruikt voor vervoer van graan, hout en drinkwater naar Parijs. Bedoeling was om met het water van het kanaal de openbare fonteinen van Parijs te voeden, ook in tijden van droogte. Daarom werd het water van vijf rivieren afgeleid naar de rivier Ourcq. Deze rivier werd gedeeltelijk omgeleid en gekanaliseerd, en het Canal de l'Ourcq naar het Bassin de la Villette in Parijs werd erop aangesloten. Het Bassin de la Villette ligt 25 meter hoger dan het niveau van de Seine en was dus geschikt om de openbare fonteinen van Parijs te voeden. Vanaf 1838 werd de post over het kanaal vervoerd. Bij Villers-lès-Rigault en Trilbardou bevinden zich uit de negentiende eeuw daterende pompstations waarmee water vanuit de langs stromende Marne in het kanaal wordt gepompt. De aandrijving geschiedde door een scheprad dat werd aangedreven door waterkracht van de Marne. Inmiddels is dit systeem vervangen door elektrische pompen.